# Dreischwingen
Dreischwingen ist ein Wohnplatz auf der Gemarkung der Kernstadt Niederstetten im Main-Tauber-Kreis im fränkisch geprägten Nordosten Baden-Württembergs.

## Geschichte
Der Ort wurde im Jahre 1420 erstmals urkundlich als Dreußeschwingen erwähnt. Dreischwingen war einst Zubehör von Haltenbergstetten.

## Kulturdenkmale
Kulturdenkmale in der Nähe des Wohnplatzes sind in der Liste der Kulturdenkmale in Niederstetten verzeichnet.

## Verkehr
Der Ort ist über die K 2855 sowie über die L 1020 zu erreichen.